# 花咲希音
花咲希音（はなさき のん、1月29日 - ）は、日本の元アイドル。東京都出身。ATLEPYの元メンバー。ワールドエンドラヴァーの元メンバー。
愛称は「のんちゃん」

## 経歴
- 2019年4月12日に新人ユニット候補生としてマーベルエールに所属。2019年4月17日定期公演1000円ライブにて、お披露目[2]。
- 2019年8月25日ワールドエンド・ラヴァーに加入（ソロでは2019年4月17日から）。イメージカラーはラベンダー（紫）[3]。
- ソロ・ユニットのアイドル活動を中心に舞台にも出演。2020年からグラビア活動を本格的に始めた。
- 「10秒グラビア」(2019年11月)[4][5]や「水着で昔話」にも挑戦[6]。
- 2021年9月23日からJFPのアイドルユニットATLEPYに加入。
- 2022年2月28日をもって、それ以降のすべてのスケジュールをキャンセル。
- 2022年4月27日JFPの管理下におかれる。
- 2022年5月15日のソロのライブで活動再開。
- 2022年5月31日をもって、マーベルエールを退所。JFPに移籍。
- 2023年11月30日、自身のX（旧Twitter）にて同年12月をもってATLEPY卒業、JEP退所、芸能界引退することを報告した[7]。

## 人物その他
- グラビアで「EXMAX」7月号の純白ビキニーズに掲載されており、[8]1stイメージDVD（2020年5月29日）「のんちゃんといっしょ ～カノジョはアイドル～」も発売されている[9]。
- アキバ系BBC公式チャンネルにて、「MarvelTube」の公開収録をYouTube配信している。
- ホラーちゃんねるにて、「オンライン同窓会」にも出演している。

## ワールドエンドラヴァー

### メンバー
- 吉岡果南（加入日：2018年12月1日、脱退日：2021年2月23日）（イメージカラー：あか（赤））
- 木花ふわ（このは ふわ）（加入日：2018年12月1日、脱退日：2020年1月19日）（イメージカラー：ピンク）
- 花咲希音（はなさき のん）（加入日：2019年8月25日、脱退日：2022年2月28日）（イメージカラー：ラベンダー（紫））[10] [11]

### 略歴
- 2018年12月1日  吉岡果南生誕ライブで、吉岡果南と木花ふわで構成されるユニット「ワールドエンド・ラヴァー」を結成する[12]。
- 2019年8月25日  池袋Live INN ROSAにてファーストワンマンライブが行われ、100人以上を動員した。また、同じ日に花咲希音が加入した[13]。
- 2020年1月19日 木花ふわ生誕ライブをもって、マーベルエール退所に伴い脱退。
- 2020年3月11日 神田MIFAにてワールドエンド・ラヴァー定期公演 ～ のんちゃん生誕すぺしゃるっ ～[14]。
- 2020年5月16日 現体制のワールドエンド・ラヴァーでマーベルエールのニコニコ生放送にて、オンラインでレコ発を行う（新曲：黎明の蝶/朝がくる）『朝がくる』この時、初披露。[15]
- 2020年7月8日 ワールドエンド・ラヴァーからワールドエンドラヴァーへ改名を発表。（「・」を取った名称にった。）[16]
- 2020年11月29日 池袋Live INN ROSAにて吉岡果南生誕ライブ・ワールドエンドラヴァー2周年ライブ開催[17]
  - 同日に、メンバーの吉岡果南が2月末にワールドエンドラヴァーから卒業、事務所を退所することが発表される。[18][19]
- 2021年1月31日 恵比寿aimにて 花咲希音生誕祭 同日に 新曲が発売される[20]。
- 2021年2月23日 吉岡果南 マーベルエールおよびワールドエンドラヴァー卒業に伴い 同日を最後に活動休止。

## 出演

### 舞台
- メディアンプロ「ちょっと待ってよ!」（2019年11月15日 - 17日、LiveStudio新宿Q）[21][22]
- アリスインプロジェクト「DANCE DANCE DANCE〜Dark Dungeon ver.〜[23]」月組（2020年1月30日 - 2月11日、池袋・シアターKASSAI） - 花山常子 役[24][25]
- 劇団空感演人「六畳一間で愛してる[26]」B班（2020年6月18日 - 22日、両国・Air studio） - 真由美 役[27][28]
- ぱすてるからっと「その錆びた冷たい鉄[29]」鉄チーム（2020年8月12日 - 16日、池袋・シアターグリーンBIG TREE THEATER） - 金払由希 役[30]
- 藤森LABOプロデュース「即興劇『2021年5月21日の物語』[31]」Aチーム（2020年9月24日 - 28日、東日本橋・A-Garage）[32]
- RAVE☆塾「Peace of Clan〜七星のシンフォニア〜[33]」Aチーム（2020年10月16日 - 25日、築地本願寺ブディストホール） - 岩渕花 役[34]
- 劇団空感演人「プレイス[35]」C班（2020年12月2日 - 7日、両国・Air studio） - 史 役[36]
- 劇団空間演人「GO,JET!GO!GO!Vol.9~ラストメモリーは突然に~」A班（2021年2月4日 - 15日、東日本橋・A-Garage） - 美月 役
- 劇団ぱすてるからっと「murderHolic[37]」幻チーム（2021年7月22日 - 25日、池袋・シアターグリーンBOXinBOX THEATER） - メフィス 役
- 劇団ジュエリー・ビーンズ「朗読ライブ one time of jewel Vol.107 Kiss of Sniper season 4」（2021年9月18日 - 19日、江古田・Cafe FLYING TEAPOT） - 主演
- 劇団ぱすてるからっと「天明高校サイエンス部![38]」晴チーム（2021年10月20日 - 24日、池袋・シアターグリーンBOXinBOX THEATER） - テオ 役
- Studio K'z「劇場版演劇バラエティ『アイガク』秋晴シリーズ」「アイガク・バトラーズ」（2021年10月30日、秋葉原・BECK akiba）

### ネット配信
- アリスインプロジェクト「アイガク! 冬フェス・オンライン」（2020年12月18日 - 30日、ZAIKO）[39]
  - 6vs6の真剣バトル「アイガク・バトラーズ」（2020年12月18日 - 29日）
  - 「アイガク・人狼（降臨ハーツVer）」オンライン人狼（2020年12月29日）
- アリスインプロジェクト「アイガク2021&デッドリー永遠フェス」（2021年2月26日 - 3月21日、ZAIKO）[40]
  - おなじみ学園バラエティ「アイガク・ライブ」（2021年3月12日）
  - 2チーム対抗戦の真剣バトル 「アイガク・バトラーズ」（2021年3月19日 - 20日）

### 雑誌・その他
- エキサイティングマックス(楽楽出版) ７月号 「純白ビキニーズ」に掲載（2020年5月26日）
- マシェバラにて オーディション ミスＦＬＡＳＨ2021に参加していた。準決勝敗退。[41]
- アキバ系BBC公式チャンネルにて、「MarvelTube」の公開収録をYouTube配信している。[42][43]
- ホラーちゃんねるにて、「オンライン同窓会」に出演している。[44][45]

## 作品

### 花咲希音

#### シングル
「チキンハートLOVE」（2020年）
- チキンハートLOVE（平井有作詞、ari作・編曲）
- Dear Friend（平井有作詞、ari作・編曲）

「Step by Step」（2021年1月31日）
- Step by Step（花咲希音作詞、ari作・編曲）
- 路～michi～（花咲希音作詞、ari作・編曲）

「のりたまご」（2021年10月27日）
- のりたまご（花咲希音作詞、ari作・編曲）
- 優しくしないで（花咲希音作詞、ari作・編曲）

#### グラビア
1stイメージDVD
「のんちゃんといっしょ ～カノジョはアイドル～」（2020年5月29日、スパイスビジュアル）
＊ダウンロード版もある。（2020年10月1日）

2ndイメージDVD
「甘い監禁 ～飼育の部屋～」(2021年5月28日、スパイスビジュアル)

1st VRグラビア
「ちょっぴりワガママな妹とおうち時間」（2020年10月2日、ファンタスティカ）

2nd VRグラビア
「青春を期待させる放課後～キミの体温が伝わる距離にボクがいた日〜」（2020年10月16日、ファンタスティカ）

デジタル写真集
「キミのために咲く花。」(2021年7月28日、Far East Publishing)

### ワールドエンドラヴァー

#### シングル
1．「world ending」（2018年）（吉岡果南・木花ふわ）
- world ending（吉岡果南作詞、noBoo作・編曲）
- 無責任 Lovers（吉岡果南作詞、noBoo作・編曲）

2．「空想のレイライン」（2019年）（吉岡果南・木花ふわ）
- 空想のレイライン（吉岡果南作詞、noBoo作・編曲）
- 拝啓、大切なお知らせ（吉岡果南作詞、noBoo作・編曲）

3．「大地に吠えろ！／おやすみピクシー」（2019年）（吉岡果南・木花ふわ）
- 大地に吠えろ！（木花ふわ作詞、noBoo作・編曲）
- おやすみピクシー（吉岡果南作詞、noBoo作・編曲）

4．「じんばらはらばりた／真昼の月」（2019年8月25日）（吉岡果南・木花ふわ・花咲希音）
- じんばらはらばりた（木花ふわ作詞、noBoo作・編曲）
- 真昼の月（吉岡果南作詞、noBoo作・編曲）

5．「黎明の蝶／朝がくる」（2020年5月16日）（吉岡果南・花咲希音）
- 黎明の蝶（吉岡果南作詞、noBoo作・編曲）
- 朝がくる（吉岡果南作詞、ドヴォルザーク & noBoo作曲、noBoo編曲）

6. 「hollow palace」（2021年1月13日）（吉岡果南・花咲希音）
- hollow palace（花咲希音作詞、noBoo作・編曲）
- Pass away（吉岡果南作詞、noBoo作・編曲）

#### アルバム
1．「ネクロノミコン」（2019年11月30日）（吉岡果南・木花ふわ・花咲希音）
- 無責任 Lovers（吉岡果南作詞、noBoo作編曲）
- world ending（吉岡果南作詞、noBoo作編曲）
- 空想のレイライン（吉岡果南作詞、noBoo作編曲）
- 拝啓、大切なお知らせ（吉岡果南作詞、noBoo作編曲）
- 大地に吠えろ！（木花ふわ作詞、noBoo作編曲）
- おやすみピクシー（吉岡果南作詞、noBoo作編曲）

#### DVD
1．ワールドエンド・ラヴァー 第壱回ワンマンライブ 終末博覧会 －黄金の夜明け－（2019年10月）

### ろまんす注意報！×ワールドエンドラヴァー（全国流通CD発売）
1. 「ハミダシモノの鎮魂歌（レクリエム）」（2020年8月4日)
テレビ朝日系全国放送「musicるTV」8月度エンディングテーマ
- ハミダシモノの鎮魂歌（レクリエム）（ろまんす注意報！ x ワールドエンドラヴァー）
- 完全燃SHOW!（ろまんす注意報！）
- 世界の果てでキスして。（ワールドエンドラヴァー）